# HALCALI
HALCALI는 일본의 여성 2인조 힙합 음악 그룹이다. 소속사는 다나베 에이전시, 레이블은 에픽 레코드 재팬(2005년에 포 라이프 뮤직 엔터테인먼트에서 이적)이다.

## 구성원
- 하루카(HALCA, 1988년 4월 21일 ~) 도쿄도 메구로구 출신
- 유카리(YUCALI, 1987년 7월 18일 ~) 도쿄 도 메구로 구 출신

각 구성원의 자세한 정보는 비공개이다.

## 개요
〈하루카리〉라는 이름의 유래는 두 명의 이름은 하루카와 유카리에서 따온 것이다.
유카리는 킨키키즈가 진행하는 《신 도모토 형제》에 고정 출연하고 있다.